# Medalha do Jubileu "Trinta Anos de Vitória na Grande Guerra Patriótica 1941–1945"
A Medalha do Jubileu "Trinta Anos de Vitória na Grande Guerra Patriótica 1941-1945" (em russo: Юбилейная медаль «Тридцать лет Победы в Великой Отечественной войне 1941–1945 гг.») foi uma medalha comemorativa estatal da União Soviética estabelecida em 25 de abril de 1975, por decreto do Presidium do Soviete Supremo da URSS  com o intuito de comemorar o trigésimo aniversário da vitória soviética sobre a Alemanha Nazista na Grande Guerra Patriótica.

## Regulamento
A medalha foi concedida a:
- todos os civis e militares das Forças Armadas da URSS que participaram em combates nas frentes da Grande Guerra Patriótica, apoiantes da Grande Guerra Patriótica, membros da clandestinidade, bem como outras pessoas premiadas com as medalhas "Pela vitória sobre a Alemanha na Grande Guerra Patriótica 1941-1945" e com a Medalha "pela Vitória sobre o Japão".
- os trabalhadores da frente interna receberam a medalha “Pelo Trabalho Valente na Grande Guerra Patriótica de 1941-1945”. [1]

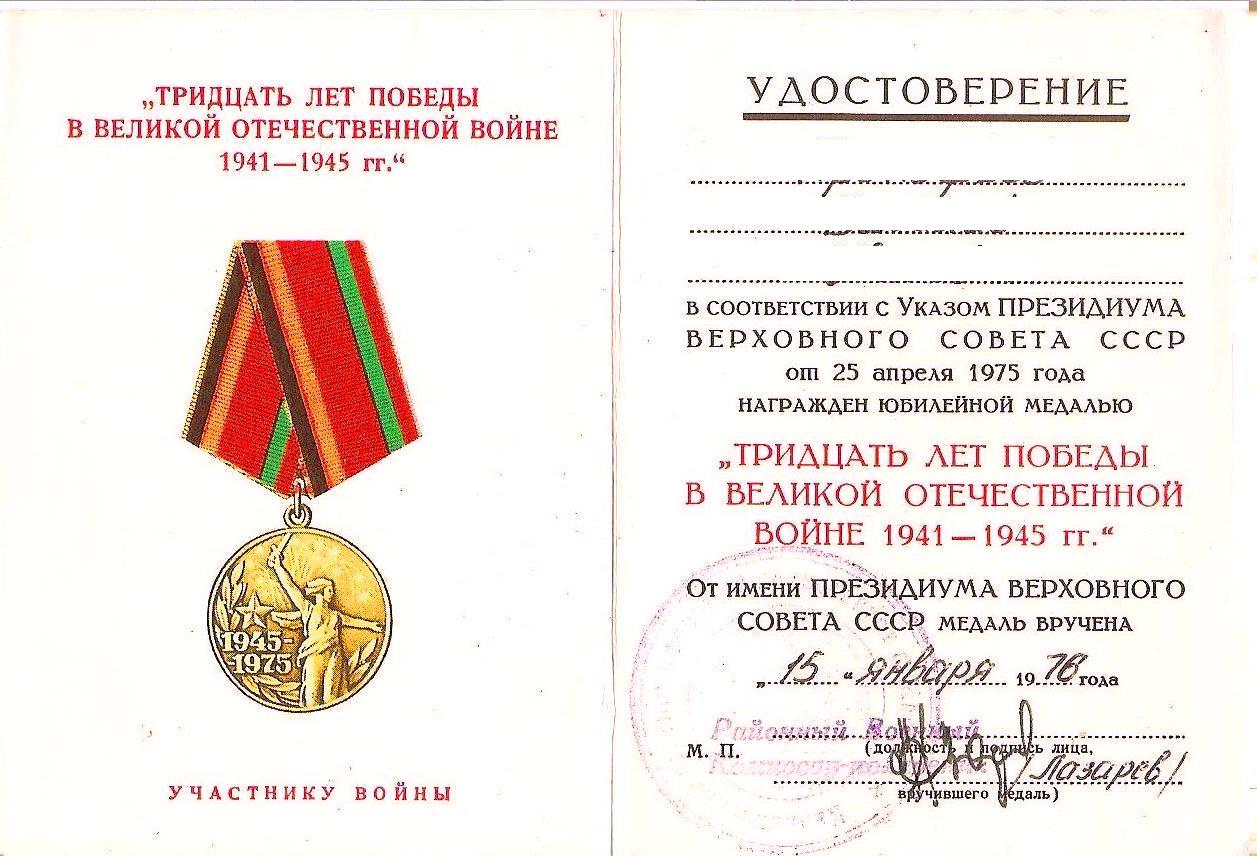
Certificado da medalha “Trinta Anos de Vitória na Grande Guerra Patriótica 1941-1945”.

As pessoas mencionadas no primeiro parágrafo recebem uma medalha com a inscrição no verso “PARTICIPANTE DA GUERRA”, e as pessoas mencionadas no segundo parágrafo - com a inscrição “PARTICIPANTE DA FRENTE DE TRABALHO”. Também foi concedido a militares e civis que receberam as seguintes medalhas: 
- Pela Defesa de Leningrado
- Pela Defesa de Moscou
- Pela Defesa de Odessa
- Pela Defesa de Sebastopol
- Pela Defesa de Stalingrado
- Pela Defesa do Cáucaso
- Pela Defesa de Kiev
- Pela Defesa do Transártico Soviético

A medalha é concedida em nome do Presidium do Soviete Supremo da URSS pelos comandantes militares; chefes de agências e instituições; comissários militares de municípios, distritos, regiões, territórios ou repúblicas; o Soviete Supremo da União ou das repúblicas; ou as comissões executivas dos municípios, distritos, regiões ou territórios. 
A medalha é usada no lado esquerdo do peito e, na presença de outras ordens e medalhas da URSS, é colocada imediatamente após a Medalha do Jubileu "Vinte anos de vitória na Grande Guerra Patriótica 1941-1945".    Se usadas em conjunto com outras ordens e medalhas da Federação Russa, estas últimas têm prioridade. 
Cada medalha era acompanhada de um certificado de premiação, este certificado veio na forma de um pequeno livreto de papelão de 8cm por 11cm com o nome do prêmio, dados do ganhador e selo oficial e assinatura no interior. 

## Descrição

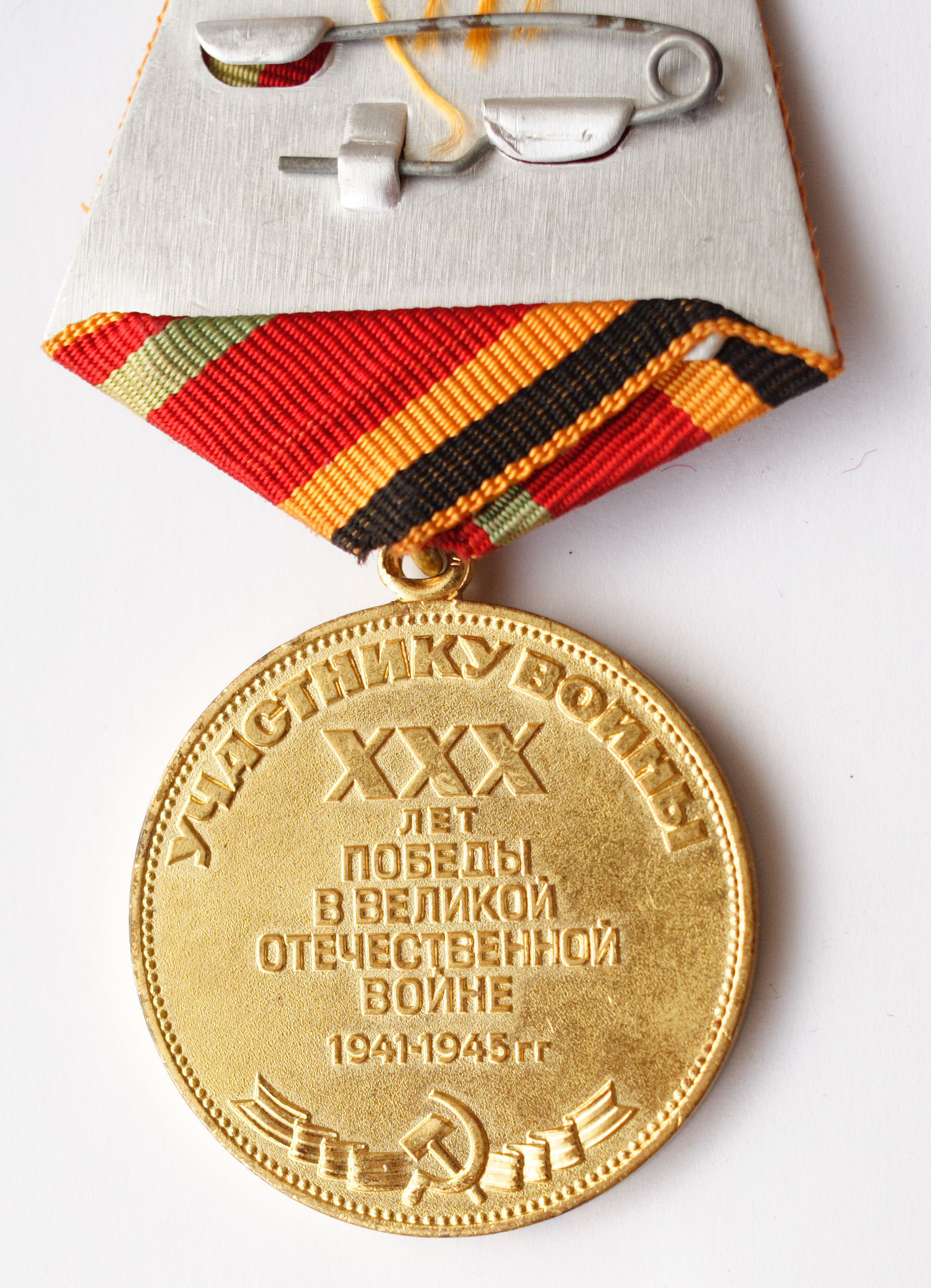
Reverso da medalha

A Medalha do Jubileu "Trinta Anos de Vitória na Grande Guerra Patriótica 1941–1945" é uma medalha circular de latão de 36 mm de diâmetro com borda elevada.
Na anverso da medalha, sobre fogos de artifício festivos em homenagem à Vitória do povo soviético na Grande Guerra Patriótica, há uma imagem em relevo da escultura de Yevgeny Vuchetich “A Mãe Pátria Está Chamando” do conjunto-monumento ao heróis da Batalha de Stalingrado. À esquerda da estátua, num ramo de louro descendo, estão representadas uma estrela de cinco pontas e a data “1945-1975”.
No reverso, ao longo da circunferência superior da medalha, a inscrição em relevo «PARTICIPANTE NA GUERRA» (russo: «УЧАСТНИКУ ВОЙНЙ») ou «PARTICIPANTE NA FRENTE TRABALHISTA» (russo: «УЧАСТНИКУ ТРУДОВОГО ФРОНТА»), no centro, a inscrição em relevo em sete linhas "XXX anos de vitória na Grande Guerra Patriótica de 1941-1945" (russo: «ХХХ лет Победы в Великой Отечественной войне 1941-1945 гг.»). Ao fundo, imagem em relevo da foice e do martelo sobre fita de São Jorge. Nas medalhas cunhadas em homenagem a estrangeiros, foram omitidas as inscrições no reverso “PARTICIPANTE NA GUERRA” ou “PARTICIPANTE NA FRENTE DE TRABALHO”.  As medalhas sem inscrições foram concedidas a líderes estrangeiros.
As imagens e inscrições nas medalhas são convexas. A medalha é conectada por meio de um ilhó e um anel a um bloco pentagonal coberto por uma fita moiré de seda de 24 mm de largura com listras longitudinais alternadas nas cores preta e laranja de 3 mm de largura cada, vermelho - 10 mm de largura, verde e vermelho - 3 mm cada. As bordas da fita são delimitadas por listras laranjas estreitas. 

## Recipientes (lista parcial)
Os indivíduos abaixo foram todos condecorados com a Medalha do Jubileu "Trinta Anos de Vitória na Grande Guerra Patriótica 1941–1945"
- Franco-atirador Capitão Vassili Zaitsev
- Marechal da União Soviética Dmitri Ustinov
- Piloto de caça da Segunda Guerra Mundial e mais tarde Marechal Chefe da Aviação Alexander Pokryshkin
- Marechal da União Soviética Andrei Grechko
- Veterano da marinha na Segunda Guerra Mundial e explorador polar Alexey Tryoshnikov
- Almirante da Frota Vladimir Kuroyedov
- Herói da Batalha de Stalingrado Coronel General Alexander Rodimtsev
- Major Mikhail Tsiselsky
- General do Exército Sergei Chtemenko
- General do Exército Semion Ivanov
- Físico Aleksandr Prokhorov
- Compositor e pianista Tikhon Khrennikov
- Marechal da União Soviética Vassili Chuikov
- Marechal da União Soviética Aleksandr Vasilevsky
- Major-general Vladimir Ilyushin
- Marechal da União Soviética Ivan Yakubovsky
- Veterano da Segunda Guerra Mundial e autor Vasil Bykaŭ
- Engenheiro e projetista de motores de foguetes Valentin Glushko
- Marechal da União Soviética Piotr Koshevoy
- Político e revolucionário Fidel Castro (Cuba)
- General do Exército Wojciech Jaruzelski (Polônia)
- Marechal da Polônia Michał Rola-Żymierski (Polônia)